# Leptodermis amoena
Leptodermis amoena är en måreväxtart som beskrevs av Springate. Leptodermis amoena ingår i släktet Leptodermis och familjen måreväxter. Inga underarter finns listade i Catalogue of Life.